# Biblioteka Publiczna im. Heliodora Święcickiego w Śremie

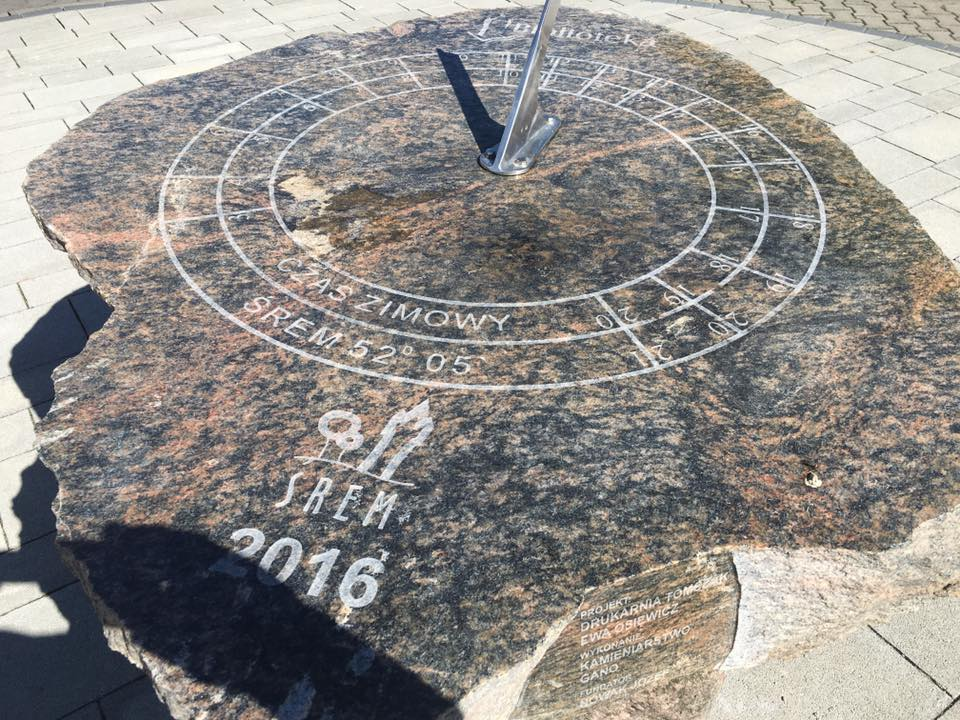
Zegar słoneczny przed Biblioteką w Śremie, ul. Grunwaldzka 10

Biblioteka Publiczna im. Heliodora Święcickiego w Śremie – samorządowa instytucja kultury. Gromadzi, przechowuje, opracowuje i udostępnia zbiory biblioteczne. Biblioteka działa na podstawie statutu nadanego przez Radę Miejską w Śremie. Siedziba Biblioteki mieści się w Śremie przy ul. Grunwaldzkiej 10. Terenem działania Biblioteki jest obszar miasta i gminy Śrem. Częścią Biblioteki są filie biblioteczne: Filia Przy Moście – ulica Kilińskiego 2 w Śremie oraz filie zlokalizowane na terenie gminy w Niesłabinie, Wyrzece, Błociszewie oraz Pyszącej.
Na podstawie porozumienia pomiędzy Zarządem Powiatu w Śremie a Burmistrzem Śremu Biblioteka Publiczna w Śremie wykonuje zadania powiatowej biblioteki publicznej.
Przy Bibliotece działa Koło Stowarzyszenia Bibliotekarzy Polskich. Od 2 września 2005 roku Biblioteka Publiczna w Śremie jest członkiem Polskiego Związku Bibliotek.

## Historia
Śrem jest miastem znanym z bogatych tradycji kulturalnych sięgających XV – XVI w. Poczet najwybitniejszych postaci w historii miasta otwierają Bracia Barscy – przedstawiciele światłego mieszczaństwa okresu Odrodzenia. Rodzinnemu miastu zasłużyli się jako ofiarodawcy hojnych legatów na rzecz instytucji kościelnych i fundatorzy nowych budynków Kościoła św. Ducha i szpitala dla ubogich, a także jako mecenasi oświaty i kultury – w tym Biblioteki. Jan i Andrzej Barscy byli fundatorami bogatej biblioteki liczącej 858 tomów pochodzących ze zbiorów Króla Zygmunta Augusta, a ofiarowanych im przez królową Annę Jagiellonkę. Księgozbiór przechowywany w kościele parafialnym z czasem stał się własnością miasta. W 1836 roku część Biblioteki znalazła się w Poznaniu w Gimnazjum Marii Magdaleny, następnie trafiła do Seminarium Duchowego, a z czasem do Archiwum Archidiecezjalnego w Poznaniu.
Inni wielcy Obywatele miasta – zasłużeni dla kultury i czytelnictwa to – ks. Piotr Wawrzyniak, m.in. założyciel Towarzystwa Czytelni Ludowych oraz prof. Heliodor Święcicki, pierwszy rektor Uniwersytetu Poznańskiego, patron śremskiej biblioteki. Obaj byli członkami Towarzystwa Tomasza Zana, które posiadało własny księgozbiór arcydzieł literatury polskiej, podręczników i dzieł naukowych.
W Śremie działały ponadto: biblioteka miejska z publiczną czytelnią książek i czasopism, biblioteka w gimnazjum i liceum licząca w 1939 r. 6500 tomów oraz dwie mniejsze – w Szkole Podoficerskiej oraz Katolickim Stowarzyszeniu Kobiet im. generałowej Zamojskiej.
Wszystkie biblioteki i ich zbiory zniszczone zostały w czasie ostatniej wojny. Zniszczone również zostały biblioteki prywatne.
Powojenną działalność biblioteka śremska oraz placówki biblioteczne ówczesnego powiatu śremskiego rozpoczęły na mocy Dekretu o bibliotekach i opiece nad zbiorami bibliotecznymi z dnia 17 kwietnia 1946 roku. Organizacją zbiorów zajął się Inspektor szkolny. Pierwsze książki nadsyłane były tytułem subwencji dla bibliotek powiatowych. Na koniec 1946 roku biblioteka posiadała 1068 woluminów.
W późniejszych latach następował dalszy rozwój zarówno biblioteki w Śremie, jak i całej sieci bibliotecznej.

### Dyrektorzy Biblioteki Publicznej w Śremie
- Władysław Juniewicz[3]  1954 – 1969
- Karol Gawin Gostomski[3] 1969 – 2003
- Jerzy Kondras 2004 – 2021
- Anna Laska – Szmyt od 13 lipca 2021[8]

### Filie
Biblioteka Publiczna w Śremie posiada obecnie pięć filii. Na terenie miasta przy ulicy Kilińskiego 2, w budynku który do 2015 roku był siedzibą Biblioteki, mieści się Filia przy Moście. Cztery filie znajdują się na terenie gminy we wsiach Pysząca, Wyrzeka, Niesłabin oraz Błociszewo. Filia w Wyrzece została utworzona w roku 1962, w Niesłabinie w 1963, w Pyszącej w 1964. W roku 1957 otworzono filię w Krzyżanowie, która w roku 2002 została przeniesiona do Błociszewa. W roku 1975 została otwarta filia na nowo powstającym osiedlu mieszkaniowym Jeziorany. Do roku 2015 filia ta miała swoją siedzibę przy ulicy Okulickiego 3. W roku 2011 filie w Pyszącej i Niesłabinie zostały przeniesione do nowych pomieszczeń. Biblioteka Publiczna w Śremie prowadziła ponadto Filię Społeczno-Polityczną (1976-1989), Filię Szpitalno-Medyczną (1981-1998), Filię Rolniczą (1977-1998) oraz Filię Wojskową (1987-1998).

### W nowym miejscu
Od marca 2015 roku Biblioteka Publiczna w Śremie mieści się w dawnym Collegium Heliodora Święcickiego (Ośrodek Zamiejscowy Uniwersytetu im. Adama Mickiewicza w Poznaniu) przy ulicy Grunwaldzkiej 10. Nieruchomość o powierzchni prawie 2 tys. m² została przekazana bibliotece przez gminę notarialnym prawem własności. Budynek został zaadaptowany i wyremontowany dzięki środkom pozyskanym z MKiDN oraz wkładu finansowego gminy Śrem. Oficjalne otwarcie nastąpiło 13 marca podczas „Nocy w Bibliotece”. Biblioteka urządzona jest na trzech poziomach. Zagospodarowany został również przyległy do Biblioteki ogród. Nowa lokalizacja stworzyła możliwość znacznego poszerzenia usług i rozwijania działalności kulturalnej.

## Kalendarium
- 1947 – Pracę organizacyjną rozpoczęły Waleria Morek[3] oraz pierwsza kierowniczka Helena Ziętkowa. Przystąpiły do inwentaryzowania i katalogowania zbiorów. Do końca 1947 r. powstało 6 placówek 5 miejskich i jedna wiejska.
- 1947 – Zorganizowana została Biblioteka Miejska
- 1948 – 24 stycznia nastąpiła rejestracja biblioteki i z tym dniem otrzymała ona nazwę Powiatowa Biblioteka Publiczna w Śremie
- 1956 – W marcu Uchwałą Prezydium Powiatowej Rady Narodowej nastąpiło połączenie biblioteki powiatowej z biblioteką miejską. Otrzymała ona nazwę Powiatowa i Miejska Biblioteka Publiczna w Śremie
- 1957 – Utworzono Oddział dla dzieci
- 1974 – 23 stycznia Biblioteka otrzymała nową siedzibę – samodzielny budynek przy ulicy Kilińskiego 2
- 1986 – Bibliotece nadano imię Heliodora Święcickiego – syna ziemi śremskiej, założyciela i pierwszego rektora Uniwersytetu Poznańskiego[12]
- 1993 – Początek komputeryzacji Biblioteki
- 2002 – Biblioteka rozpoczęła wypożyczanie drogą elektroniczną
- 2005 – Remont siedziby biblioteki przy ulicy Kilińskiego 2, placówka została przystosowana dla osób niepełnosprawnych
- 2006 – Otwarto klub internetowy dla osób niepełnosprawnych
- 2006 – 8 maja odbyło się Forum Bibliotekarzy. W spotkaniu uczestniczyli pracownicy Biblioteki Publicznej w Śremie, dyrektorzy bibliotek z Brodnicy, Dolska i Książa Wlkp., dyrektor Biblioteki Uniwersyteckiej w Poznaniu dr hab. Artur Jazdon, naczelnik Pionu Edukacji i Usług Społecznych Urzędu Miejskiego Adam LewandowskiSalonik prasowy w Bibliotece przy ulicy Grunwaldzkiej w Śremie

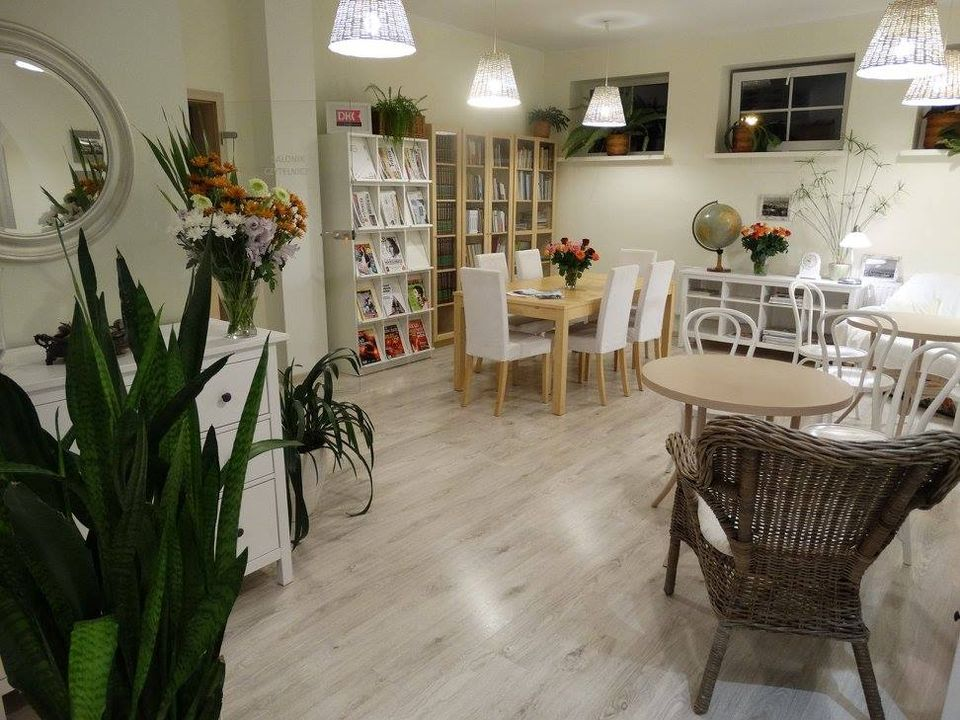
Salonik prasowy w Bibliotece przy ulicy Grunwaldzkiej w Śremie

- 2007 – Benefis Biblioteki z okazji 60-lecia działalności
- 2007 – Telewizja Regionalna TVP3 zrealizowała film o śremskiej bibliotece pt. „Taka biblioteka” z cyklu „Okno na Wielkopolskę”
- 2009 – Wdrożenie elektronicznego systemu wypożyczania książek i obsługi czytelników we wszystkich placówkach[13]
- 2011 – Biblioteka Publiczna Miasta i Gminy w Śremie zakwalifikowała się do II rundy Programu Rozwoju Bibliotek[14]
- 2015 – Przeniesienie Biblioteki do nowej siedziby przy ulicy Grunwaldzkiej
- 2018 – 6–8 lipca w Bibliotece Publicznej w Śremie odbyło się posiedzenie Zarządu Polskiego Związku Bibliotek
- 2019 – Otwarcie zmodernizowanych piwnic Biblioteki

## Działalność

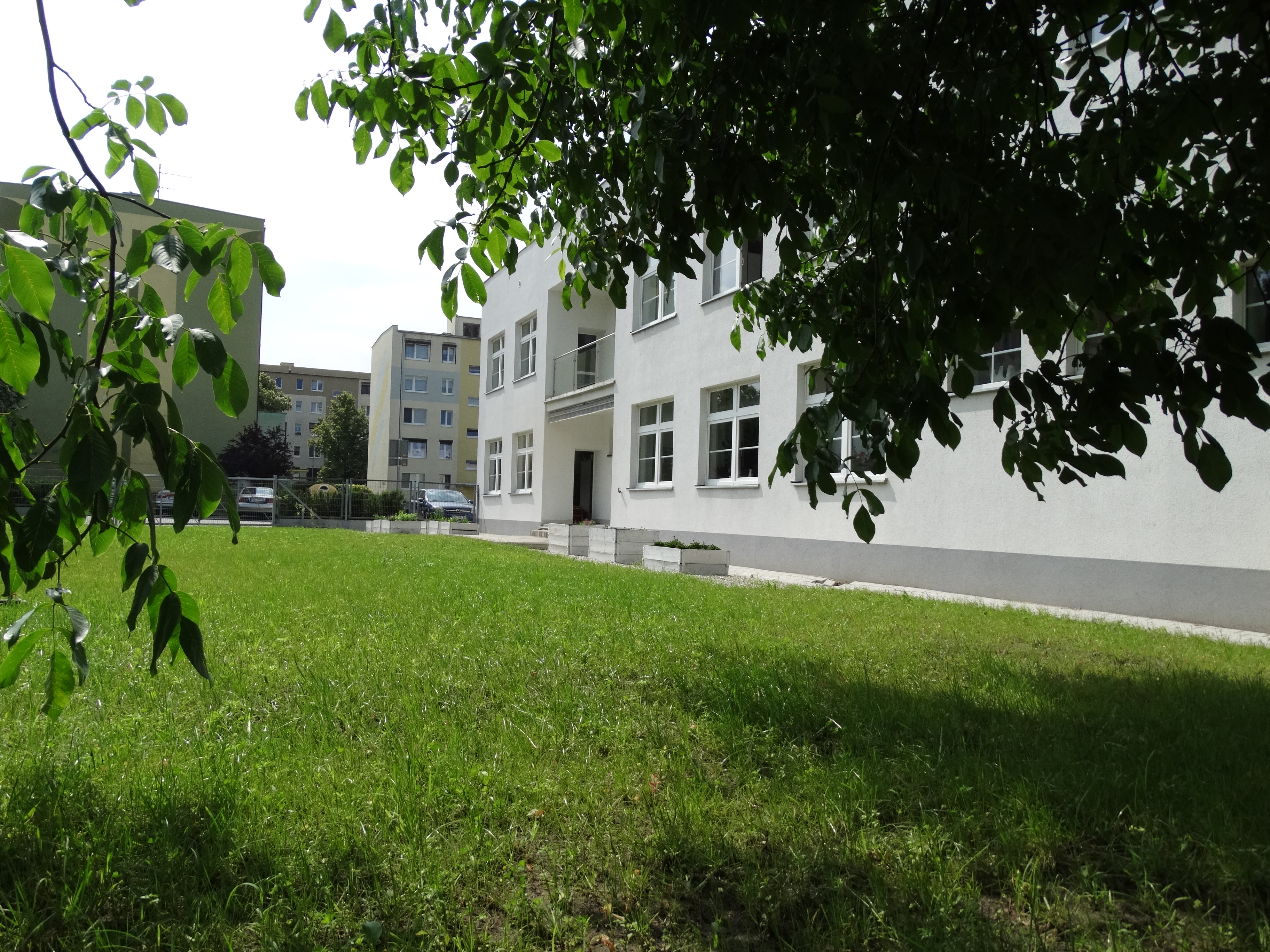
Ogród Biblioteki Publicznej w Śremie, ul. Grunwaldzka 10

W kalendarz działań Biblioteki na stałe wpisały się m.in.
- comiesięczne wykłady pn. UNIWERSYTET LUDZI CIEKAWYCH ŚWIAT@, zapoczątkowane w roku 2004
- coroczna plenerowa impreza w stylu retro PROMENADA JAK ZA DAWNYCH LAT- pierwsza odbyła się 27 września 2009 roku[15]
- turniej kabaretowy ŚREM SIĘ ŚMIEJE – 20 marca 2019 odbyła się 10. edycja tego Satyrykonu
- ŚREMSKI WERNISAŻ POETYCKI pod patronatem burmistrza Śremu Adama Lewandowskiego, pierwsza edycja odbyła się 25 kwietnia 2007 roku

- lekcje poetyckie i spotkania z poetami w ramach corocznego MIĘDZYNARODOWEGO LISTOPADA POETYCKIEGO
- NARODOWE CZYTANIE

Biblioteka organizuje happeningi czytelnicze, spotkania autorskie, koncerty, wystawy malarskie i fotograficzne, kursy komputerowe, warsztaty, kursy językowe, poranki filmowe dla dzieci oraz wieczory filmowe dla pań. Spotkania Klubu Miłośników Gier Planszowych, Dyskusyjnego Klubu Książki oraz Klubu Moje Hobby, wyjazdy do teatru i spotkania teatralne w bibliotece.
W roku 2004 zapoczątkowano dla dzieci w wieku od lat 1 do 3 zajęcia literacko-plastyczne pn. LITERACKIE PORANKI MALUCHA. Ponadto organizowane są SCENA MALUCHA oraz spotkania z cyklu CZYTAMY PRZEDSZKOLAKOM. Od 2005 Biblioteka zaprasza dzieci do udziału w NOCY Z ANDERSENEM.
Biblioteka promuje czytelnictwo wśród młodzieży organizując corocznie konkursy; Gminny Konkurs Czytelniczy, Powiatowy Konkurs Plastyczny oraz od piętnastu lat POWIATOWY KONKURS JEDNEGO WIERSZA, ponadto działa: SCENA MŁODYCH, AKADEMIA LITERATURY I SZTUKI, POETYCKA PRZYSTAŃ oraz KLUB ŁOWCÓW PRZYGÓD.
W roku 2016 Biblioteka zorganizowała ŚREMSKI KONWENT GIER PLANSZOWYCH. W bibliotece działa PRACOWNI A ILUSTRACJI. Zajęcia prowadzą artysta grafik Piotr Wegner oraz artystka malarka Urszula Brylewska-Łukomska. Śremska TV Relax i Biblioteka Publiczna w Śremie nagrywają wspólnie program pt. CO CZYTAMY… emitowany w lokalnej telewizji i dostępny on-line.
Biblioteka Publiczna w Śremie oferuje czytelnikom książki online dostępne w serwisie IBUK Libra oraz platformy LEGIMI. W roku 2020 udostępniono usługę – ACADEMICA – pozwala na dostęp on-line do zbiorów Biblioteki Narodowej.
Od lutego 2020 roku działa w Bibliotece GABINET KSIĄŻKI HISTORYCZNEJ – dr Danuta Płygawko służy swoją wiedzą uczniom, studentom i wszystkim miłośnikom historii.

### Granty, realizowane projekty
Biblioteka angażuje się w liczne akcje oraz podejmuje współpracę z różnymi instytucjami, również w celu pozyskania środków na swoją działalność i realizację własnych projektów. W latach 2006–2019 były to m.in.: Ministerstwo Kultury i Dziedzictwa Narodowego, Instytut Książki, Fundacja Rozwoju Społeczeństwa Informacyjnego, Stowarzyszenie Akademia Rozwoju Filantropii oraz Lider Zielonej Wielkopolski i Fundacja na Rzecz Rewaloryzacji Miasta Śremu. Wśród zrealizowanych projektów są m.in.:
- 2019 – „Kodowanie w Bibliotece”[17]

- 2018 – „Modernizacja i remont zalewanych piwnic Biblioteki Publicznej im. H. Święcickiego w Śremie oraz ich adaptacja na Pracownię Ilustracji i magazyny książek”[18].

- 2016 – „Planszówkowe Podróże po Literaturze”[19]

- 2015 – „Tablety w Twojej Bibliotece”

- 2014 – „Adaptacja, modernizacja i wyposażenie budynku na nową siedzibę Biblioteki Publicznej im. Heliodora Święcickiego w Śremie”[20], „Promenada jak za dawnych lat – Staropolskie Smaki”[21]

- 2013 – „Częstotliwość K.”[22], „Czy tu, czy tam – CZYTAM”[23], „Podaj dalej”[24], „Kraszewski. Komputery dla Bibliotek”[25]

- 2011 – „Literackie Poranki Malucha”, „Biblioteka Kubusia Puchatka, czyli książkowe „małe co nieco”[26]

- 2010 – „W baśniowym świecie Andersena”[27]

- 2009 – „Satyrykon – Śrem się śmieje”

- 2008 – „Akademia Pana Brzechwy”, „Rok z poezją”[28]

- 2007 – „Uniwersytet Ludzi Ciekawych Świat@”, „W krainie książek Astrid Lindgren – 100 lecie urodzin”

- 2006 – „Poetycka przystań” oraz organizacja spotkań z autorami i promocja czytelnictwa wśród dzieci

## Działalność wydawnicza
Biblioteka Publiczna w Śremie prowadzi działalność wydawniczą. Jeszcze w latach dziewięćdziesiątych podejmowane były niewielkie próby edytorskie. We współpracy ze Szkołą Podstawową nr 5 im. Arkadego Fiedlera w Śremie ukazywały się skromne tomiki młodzieżowej twórczości poetyckiej. Oprócz ulotnych bibliotecznych publikacji, takich jak: kalendarze, zakładki, broszury, są też większe wydawnictwa, np. Śremski Kurier Biblioteczny (okolicznościowa gazeta wydawana co roku z okazji organizowanej przez bibliotekę imprezy plenerowej Promenada jak za dawnych lat) oraz informator społeczno-kulturalny W Śremie – co, gdzie, kiedy?, który ukazuje się co miesiąc od 2016 roku. Wśród wydawanych przez bibliotekę pozycji jest poezja lokalnych twórców oraz dzięki Powiatowemu Konkursowi Jednego Wiersza tomiki z poezją dzieci i młodzieży. W roku 2020 ukazał się piętnasty pokonkursowy zbiór. Działalność wydawnicza Biblioteki ma na celu pogłębianie edukacji regionalnej, czytelnik otrzymuje bogate źródło wiedzy o historii, kulturze i tradycji regionu. Biblioteka jest wydawcą Słownika Biograficznego Śremu (2008) oraz serii książek popularnonaukowych pt. Śrem w Małych Monografiach.
W serii ukazały się;
- Danuta Płygawko Księgarze i drukarze w Śremie 1869 – 2009 (wyd. 2009)
- Henryk Rykert Wzorem ojców. Z dziejów Kurkowego Bractwa Strzeleckiego w Śremie (1635-2009), (wyd. 2010)
- Adam Podsiadły Śremianin w rektorskiej todze Heliodor Święcicki 1854-1923. Lekarz, naukowiec, profesor Uniwersytetu Poznańskiego (wyd. 2010)
- Jarosław Wawrzyniak Śrem w Powstaniu Wielkopolskim 1918-1919, (wyd. 2011)
- Jerzy Kondras red. Życie muzyczne w Śremie (1880-2012), (wyd. 2013)
- Jarosław Wawrzyniak Śremska lista katyńska (wyd. 2020).
- Leszek Mańkowski Działalność Towarzystwa im. Ks. Piotra Wawrzyniak w Śremie w latach 1999–2019, (wyd. 2020)
- Iwona Kondras, Jerzy Kondras Towarzystwo Muzyczne w Śremie (1911-2021) Kalendarium (wyd. 2021)
- Danuta Płygawko, Ewa Bąk Paula Wężyk (1976-1963). Poetka, która pokochała Śrem (wyd. 2022)

W 2018 roku nakładem Biblioteki ukazała się książka Daniela Kęszyckiego pt. Wspomnienia z 1919/22. Ks. 1: Udział Śremu w Powstaniu Wielkopolskim, wspomnienia opracowały naukowo dr Danuta Płygawko i dr Danuta Zydorek. W roku 2020 ukazał się drugi tom Słownika Biograficznego Śremu. W 2023 r. nakładem Biblioteki ukazało się Kalendarium Śremu pod red. Adama Podsiadłego. Książka ujmuje historię Śremu w sposób chronologiczny, od najdawniejszej pisemnej wzmianki do roku 2020.

### Digitalizacja wydawnictw Biblioteki Publicznej w Śremie
Od roku 2011 Biblioteka współpracuje w zakresie digitalizacji z Wojewódzką Biblioteką Publiczną i Centrum Animacji Kultury w Poznaniu. W roku 2015 w ramach projektu „Cyfrowa Wielkopolska” zdigitalizowano i udostępniono w Wielkopolskiej Bibliotece Cyfrowej pięć tomów z serii Śrem w Małych Monografiach. W roku 2019 śremska biblioteka była partnerem w projekcie Cyfrowe czasopisma – Wielkopolska dzięki któremu na stronie Wielkopolskiej Biblioteki Cyfrowej znalazły się tytuły i roczniki współczesnych czasopism regionalnych w tym Głos Śremski. Zdigitalizowano i udostępniono w bibliotece cyfrowej numery Śremskiego Kuriera Bibliotecznego. Na stronie internetowej biblioteki zamieszczany jest do pobrania każdy nowy numer informatora Co? Gdzie? Kiedy? w Śremie.

## Mural „Paula Wężyk – ocalić od zapomnienia”
Paula Wężyk wielkopolska poetka, pisarka i działaczka społeczna została upamiętniona muralem na elewacji Biblioteki Publicznej przy ul. Grunwaldzkiej w Śremie. Mural odsłonięto 16 września 2023 roku. Jego pomysłodawczynią jest śremianka dr Danuta Płygawko, historyk i autorka książki Paula Wężyk (1876–1963). Poetka, która pokochała Śrem. Projekt zrealizowany został w ramach współpracy Biblioteki i Fundacji Autentyczności w Sztuce oraz dofinansowaniu ze środków Biura „Niepodległa” – Program Dotacyjny „Niepodległa”. Autorem projektu jest Tomasz Woliński.Wykorzystany na muralu cytat pochodzi z utworu Poetki pt. Wiersz dla Czerminka („Mały Przewodnik” 1935, nr 38).

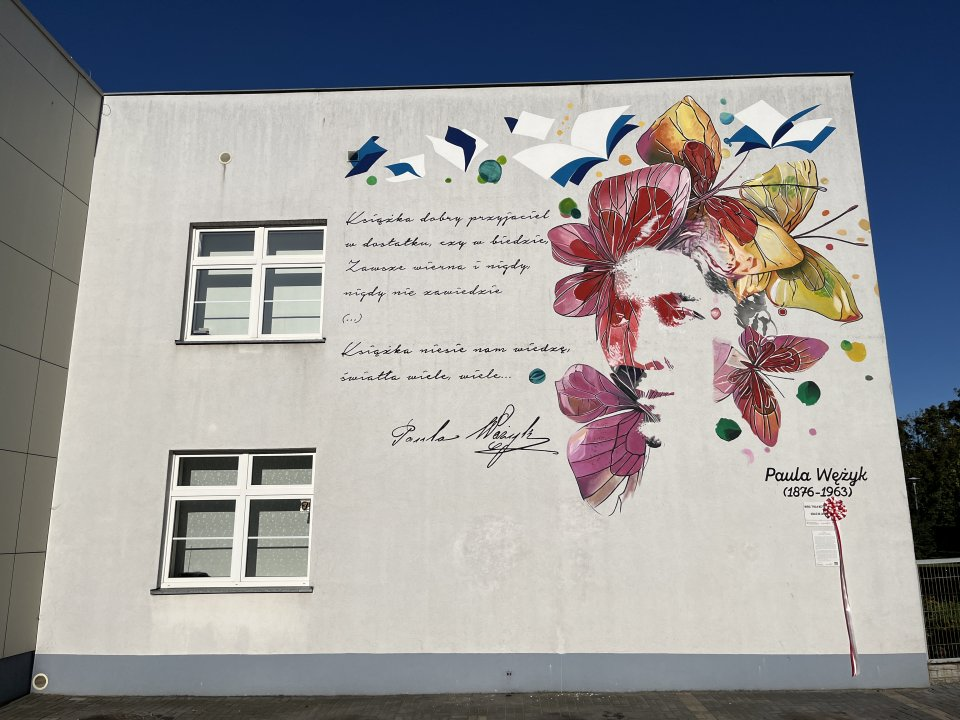
Mural na elewacji Biblioteki Publicznej im. H. Święcickiego w Śremie, ul. Grunwaldzka 10

## Nagrody, wyróżnienia
2017
- Zarząd Województwa Wielkopolskiego przyznał Bibliotece Publicznej im. Heliodora Święcickiego w Śremie Odznakę Honorową za Zasługi dla Województwa Wielkopolskiego

- Dyrektor Biblioteki Publicznej w Śremie Jerzy Kondras uhonorowany został Nagrodą Główną im. Andrzeja Wojtkowskiego. Nagroda przyznawana jest bibliotekarzom województwa wielkopolskiego za wybitne osiągnięcia w pracy zawodowej oraz za dorobek naukowy w dziedzinie bibliotekarstwa i bibliotekoznawstwa. Decyzję o przyznaniu nagród podejmuje Kapituła Nagród im. Andrzeja Wojtkowskiego[38].

2014
- Dyrektor Biblioteki Publicznej w Śremie Jerzy Kondras uzyskał Tytuł Wielkopolskiego Bibliotekarza Roku 2013[39]

2012
- Biblioteka Publiczna w Śremie, Biblioteka Publiczna Miasta i Gminy w Jarocinie oraz Gminna Biblioteka Publiczna im. Braci Gillerów w Opatówku otrzymały trzy równorzędne nagrody w konkursie na najlepszy serwis biblioteczny i promocji dobrych praktyk w zakresie funkcjonowania biblioteki publicznej w sieci Internet[40].

2010
- Najwyższa „Śremska Żyrafa” 2009 trafiła do Biblioteki. Biblioteczny projekt „Promenada – jak za dawnych lat” uznany został za najlepszą inicjatywę śremską w 2009 r. Impreza odbyła się 27 września 2009 r. gromadząc na promenadzie nad Wartą setki uczestników, w tym wielu prezentujących się w stylowych strojach retro[41]

2009
- Statuetka „Śremskiej Żyrafy” za książkę Słownik Biograficzny Śremu, przyznana za jedną z najciekawszych inicjatyw w gminie w roku 2008. (Organizator: Urząd Miejski w Śremie).

2008
- Certyfikat Konsumenckiego Konkursu Jakości Usług „NAJLEPSZE W POLSCE” przyznany za „Niekonwencjonalną działalność kulturalną promującą czytelnictwo wśród mieszkańców miasta i powiatu” (organizatorzy: Towarzystwo im. Hipolita Cegielskiego, Wielkopolskie Zrzeszenie Handlu i Usług, Wielkopolska Izba Rzemieślnicza oraz Radio Merkury, POLSKA Głos Wielkopolski, TVP S.A. Oddział w Poznaniu, EuroPartner)[42].

- II nagroda w ogólnopolskim konkursie na najlepszy program działań w Tygodniu Bibliotek 5 – 11 maja 2008 r. pn. „Biblioteka miejscem spotkań” (organizator: Zarząd Główny Stowarzyszenia Bibliotekarzy Polskich).
- Czytelnicy „Tygodnika Śremskiego” i „Głosu Wielkopolskiego” przyznali tytuł „Śremianin Roku 2007” Jerzemu Kondrasowi – dyrektorowi Biblioteki Publicznej Miasta i Gminy w Śremie[43]

- Statuetka „Śremskiej Żyrafy” dla Uniwersytetu Ludzi Ciekawych Świat@” przyznana za jedną z najciekawszych inicjatyw w gminie w roku 2007. (Organizator: Urząd Miejski w Śremie)[44].

2007
- I nagroda w konkursie dla bibliotek publicznych województwa wielkopolskiego za najlepszą ofertę działań marketingowych pn. „Biblioteka Jutra – Dziś”. (Organizator: Wojewódzka Biblioteka Publiczna i Centrum Animacji Kultury w Poznaniu pod patronatem Marszałka Województwa Wielkopolskiego), ponadto Komisja wyróżniła dyrektora Jerzego Kondrasa za pasję i zaangażowanie w promowaniu kultury w środowisku lokalnym[45]

2021
- I miejsce w konkursie redakcji Poradnika Bibliotekarza „Regionalizm – Specjalność Bibliotek”[46]